# Živkovići
Živkovići es un pueblo ubicado en el territorio de Zenica, en el cantón de Zenica-Doboj, Bosnia y Herzegovina.

## Superficie
Posee una superficie de 10,77 kilómetros cuadrados.

## Demografía
Hasta 2013 la población era de 92 habitantes, con una densidad de población de 8,5 habitantes por kilómetro cuadrado.